# Finn (jméno)

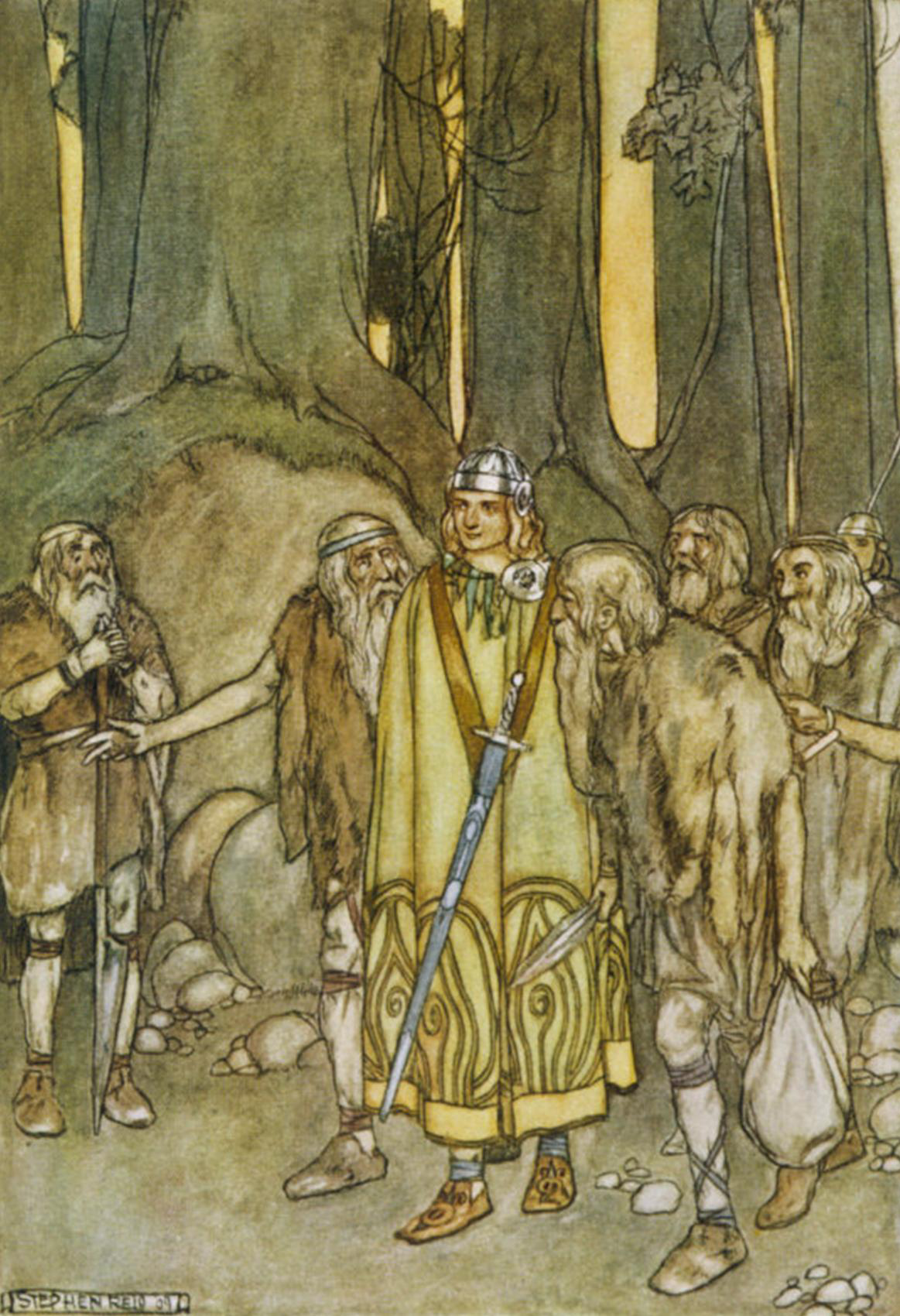
Fionn mac Cumhaill na ilustraci Stephena Reida

Finn je mužské rodné jméno irského a severského původu.
V prvním případě je anglickou variantou irského jména Fionn, které zase vychází ze staroirského jména zapisovaného taktéž Finn. To je odvozeno ze slova finn „světlý, bílý, sličný“. Jeho skotskou a anglickou ženskou podobou je Fiona. Jménu je příbuzné velšské a kornské mužské jméno Gwyn a ženské jméno Gwen.
Severské jméno vychází ze staroseverského Finnr „Sám“. V Norsku a Švédsku slaví jmeniny 16. října. Na počátku 21. století žilo v Dánsku přes patnáct tisíc nositelů jména, v Norsku přes šest tisíc a ve Švédsku necelých tisíc, ale většina nositelů patří ke starší generaci a pro novorozené chlapce je obliba jména relativně nízká. Ve Švédsku se také zřídka používají ženská jména Finn a Finna, která vychází ze staroseverského Finnō, ženské varianty jména Finn. Příbuzné je také jméno Thorfinnr, respektive Torfinn.
Velkou oblibu jako jméno pro novorozené chlapce, bez ohledu na to zda je chápáno jako jméno irské nebo severské, má Finn na počátku 21. století v Irsku, Německu a Nizozemsku.
Mezi varianty těchto dvou jmen, bez rozlišení původu, patří:
- Finnén (stará irština)[1]
- Fionn (irština)[1]
- Finn (angličtina, dánština, němčina, norština, nizozemština, švédština[1][4]
- Finnegan (angličtina)[3]
- Finnian, Finian (irština)[3]
- Finnr (stará severština)[4]
- Finnur (islandština)[4]
- Fynn (němčina)[4]

Mezi známé nositele jména patří:
- Fionn mac Cumhaill – irský mytický hrdina
- Fionn Whitehead – anglický herec
- Finian Lobhar – irský světec
- Finn Atkins – britská herečka
- Finn Erling Kydland – norský ekonom, nositel Nobelovy ceny za ekonomii
- Finn Benestad (1929–2012), norský muzikolog
- Finn Carterová (* 1960), americká herečka
- Finn Folcwalding, středověký fríský panovník
- Finn Helgesen (1919–2011), norský rychlobruslař
- Finn Jones (* 1988), britský herec
- Finn Kobberø (1936–2009), dánský badmintonista
- Finn Laudrup (* 1945), dánský fotbalista
- Finn Malmgren (1895–1928), švédský meteorolog a polárník
- Finn Wittrock (* 1984), americký herec
- Finnur Jónsson – islandsko-dánský filolog